# Julie Vlasto

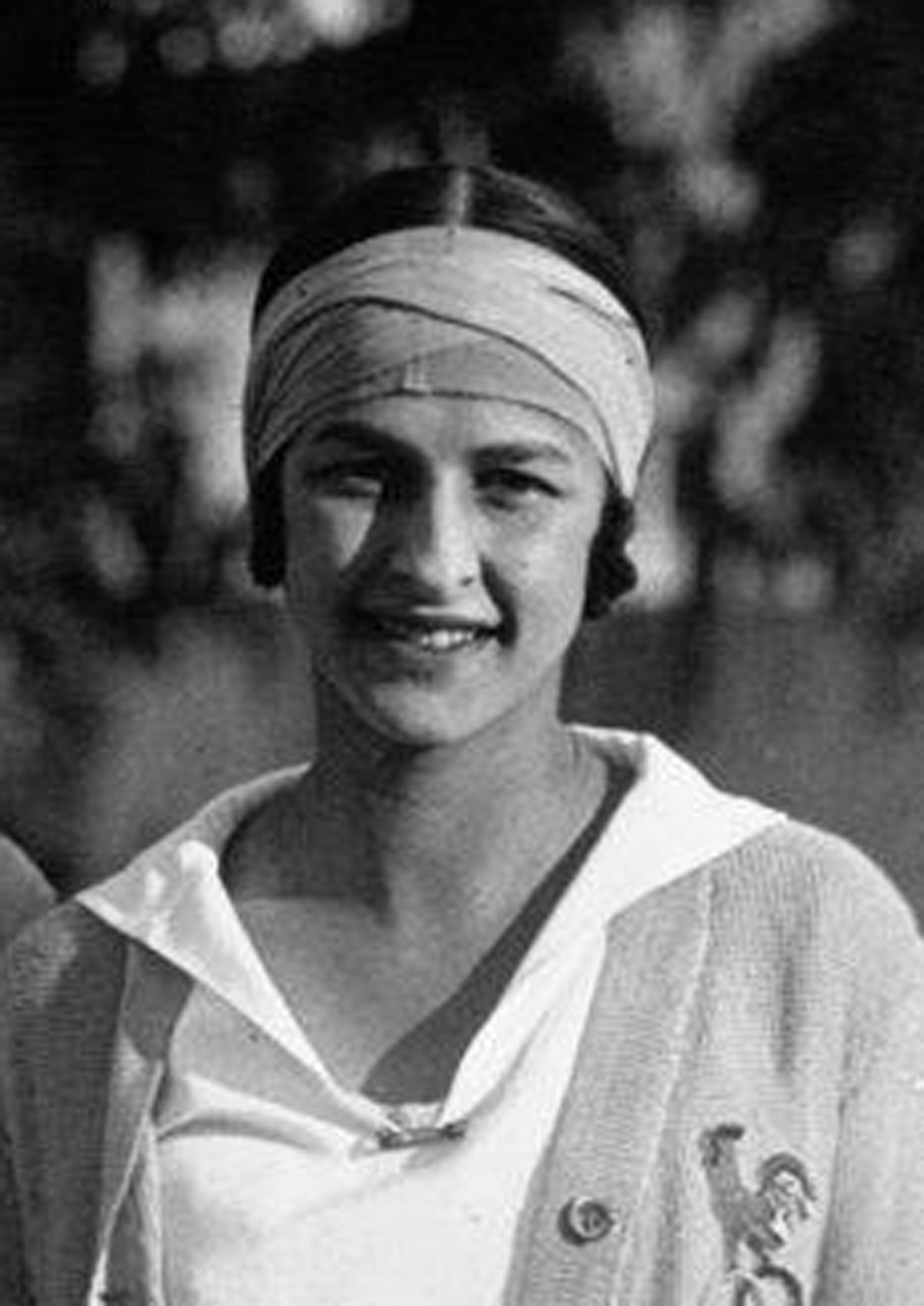
Julie Vlasto, 1926

Julie „Didi“ Vlasto (* 8. April 1903 in Marseille; † 8. August 1985 in Lausanne, Schweiz) war eine französische Tennisspielerin.
Julie Vlasto gewann 1924 die Französischen Tennismeisterschaften (heute French Open) im Dameneinzel. 1924 gewann sie die Silbermedaille bei den Olympischen Spielen 1924 in Paris, als sie im Endspiel um die Goldmedaille der US-Amerikanerin Helen Wills Moody unterlag. 1925 und 1926 konnte sie zusammen mit Suzanne Lenglen jeweils den Titelgewinn bei den Französischen Tennismeisterschaften im Damendoppel feiern.